# 桑纳特
桑纳特是马耳他的市镇，位于戈佐岛南岸。市镇面积为3.8平方公里，2014年人口数量为2,117人。